# Håkan Gyllenbielke
Håkan Gyllenbielke (före adlandet Wännberg), född 1659, död 22 november 1719, var en svensk militär.
Håkan Gyllenbielke var son till löjtnanten vid Värmlands regemente Erik Wännberg. Han blev volontär vid flottan 1676, volontär vid översten friherre Nils Gyllenstiernas trupper samma år, korpral vid Norra skånska kavalleriregementet 1691, kvartermästare där 1695 och kornett 1699. Gyllenbielke blev löjtnant 1700, kaptenlöjtnant 1701, sekundryttmästare 1703 och premiärryttmästare 1704. Han sårades i slaget vid Posen. Gyllenbielke adlades 1705 med introduktion på riddarhuset 1719. Han blev interrimsöverstelöjtnant 1709 med konfirmerad fullmakt 1711 och blev överstelöjtnant 1713. Från 1709 till sin död 1719 var han tillförordnad chef för Norra skånska kavalleriregementet på grund av Gustaf Horns fångenskap i Sibirien efter slaget vid Poltava. 
Håkan Gyllenbielke köpte Skillinge säteri av två fröknar Krabbe, men landshövdingen Samuel von Hyltéen förmådde fröknarna Krabbe att återta köpet och sälja godset åt honom i stället. I stället inköpte han en egendom i Kvidinge socken, där han efter sin död lät testamentera sin egendom till inrättandet av Gyllenbielkeska hospitalet. Gyllenbielke avled ogift och slöt således själv sin ätt. Han är begraven i Kvidinge kyrka, där hans epitafium hänger i vapenhuset.